# Claude Njiké-Bergeret
Claude Njiké-Bergeret (sinh 5 tháng 6 năm 1943 tại Douala, Cameroon) là con gái lớn và con gái của nhà truyền giáo Tin lành người Pháp Etienne Bergeret và Charles Bergeret làm việc trong nửa đầu thế kỷ 20 tại khu vực bamiléké ở Cameroon. Bà là góa phụ của đa thê Bangangté trưởng Francois Njiké Pokam. Bà cũng là một người viết sách, nông dân và nhà tổ chức cộng đồng gần Foumbot.

## Cuộc đời

### Cuộc sống ở Pháp
Năm 1956, khi Claude mười ba tuổi, cha mẹ bà chuyển về Pháp, nơi Claude học xong trung học. Bà kết hôn với một người Pháp và có hai con, Serge năm 1966 và Laurent năm 1968. Bà đã học Địa lý tại Đại học của Aix-en-Provence. Khi ở Aix, bà đã tham gia vào cuộc biểu tình của sinh viên năm 1968.

### Quay trở về Cameroon
Sau khi cuộc hôn nhân của bà thất bại vào năm 1972, bà quyết định quay trở lại Cameroon. Năm 1974, bà ký hợp đồng với cùng một xã hội truyền giáo mà cha bà làm việc để trở lại làm giáo viên ở Cameroon. Ở đó, bà nối bước của cha mẹ mình là giám đốc của trường nữ sinh công cộng Mfetom. Trong thời gian này, bà đã tham gia chặt chẽ vào đời sống xã hội địa phương. Năm 1978, bà đã gây ra một vụ bê bối khi kết hôn với trưởng làng Njiké Pokam François, mặc dù ông ta sống với gần 30 phụ nữ trong chế độ đa thê. Bà có hai con với ông ta, Sophia năm 1978 và Rudolf năm 1980. Sau cái chết của Njiké Pokam François (sinh ngày 13 tháng 7 năm 1946, mất ngày 7 tháng 12 năm 1987) Claude có được một mảnh đất nhỏ và sống một cuộc sống nông thôn.
Bà đã trở nên nổi tiếng tại địa phương dưới tên reine blanche (nữ hoàng trắng). Bằng sự thừa nhận của chính mình, cuộc hôn nhân của một người phụ nữ da trắng có đạo đức, có giáo dục với một thủ lĩnh địa phương là một vị trí độc nhất thu hút sự chú ý của tất cả người dân Cameroon.
Claude Njiké-Bergeret là người trung gian giữa các giá trị của châu Âu và châu Phi. Bà đã cải cách giáo dục ở Mfetom bằng cách đưa thêm lịch sử địa phương vào các bài học của mình và có sự hiểu biết rõ ràng hơn về phong tục địa phương. Bà đã vận động cho một hình ảnh tốt hơn về châu Phi ở Pháp từ những năm 1970. Năm 1997, bà xuất bản cuốn tự truyện, Ma Passion Africaine. Năm 2000, cuốn sách thứ hai của bà, La Sagesse de Mon Village xuất bản. Những cuốn sách của bà mang đến những hiểu biết hiếm hoi về nghi thức và văn hóa của Bangangté. Các cuốn sách đã được dịch sang tiếng Đức, nhưng không dịch sang tiếng Anh.

## Tác phẩm

### Sách viết
- Ma passion africaine, JC Lattès, 1997. Réédition J'ai lu, no 4903, 2000. (384p.). ISBN 2 290 30979 6. Autobiography.
- La sagesse de mon village, JC Lattès, 2000. (220p.). ISBN 2 7096 2075 8. Autobiography.
- Agis d'un seul cœur, JC Lattès, ngày 4 tháng 2 năm 2009 (252 pages). ISBN 2 709 62243 2

### Công việc nông nghiệp
Claude sống ở Nkoutchoup dọc sông Noun cách Bangangte 20 km với gia đình và bạn bè nơi bà chăm sóc một trang trại.